# Iodanisole
| keine GHS-Piktogramme |

| Gefahrensymbol |

| keine GHS-Piktogramme |

Die Iodanisole bilden in der Chemie eine Stoffgruppe, die sich sowohl vom Anisol als auch vom Iodbenzol ableitet. Die Struktur besteht aus einem Benzolring mit angefügter Methoxygruppe (–OCH3) und Iod (–I) als Substituenten. Durch deren unterschiedliche Anordnung (ortho, meta oder para) ergeben sich drei Konstitutionsisomere mit der Summenformel C7H7IO.

## Darstellung
Iodanisole können aus den Iodphenolen durch Veretherung mit Dimethylsulfat dargestellt werden.